# Naturschutzgebiet Scherfbachtal (Odenthal)
Das Naturschutzgebiet Scherfbachtal (Odenthal) liegt im Gemeindegebiet Odenthal im Rheinisch-Bergischen Kreis. Es erstreckt sich in fünf Einzelabschnitten zwischen Odenthal und Klev.

## Beschreibung

### Teil Scherfbachtal-Quellbachsystem nordöstlich Klev
Das Gebiet erstreckt sich im Scherfbachoberlauf hauptsächlich entlang der Wald-Offenlandgrenze bei Klev mit mehreren Zuläufen. Zum Teil verläuft es im Norden mitten durchs Grünland und im nordöstlichen Unterlauf durch den Wald in einem breiteren Sohlental. Im letztgenannten Fall ist in der Aue ein bachbegleitender Erlenwald entwickelt. Das Grünland in der Aue und an den Unterhängen besteht zum Teil aus intensiven Mähwiesen, teilweise auch aus blütenreicheren Magerwiesen, die stellenweise brachgefallen sind. Die an den Unterhängen stockenden Waldbestände werden auch von artenarmen Buchenhochwäldern gebildet. Das nordöstlich von Klev liegende Fließgewässersystem des Scherfbachs hat einen naturnahen Verlauf und ist repräsentativ für das Bergische Land.

### Teil Scherfbachtal südöstlich Klev
Das Gebiet umfasst die Zuläufe zum Scherfbach und der bachbegleitenden Aue zum Teil mit Feuchtgrünland südöstlich von Klev. Dabei sind einige artenarme Buchenhochwaldbestände am Unterhang mit eingeschlossen. Das südöstlich von Klev liegende Fließgewässersystem des Scherfbaches ist aufgrund des naturnahen Verlaufs repräsentativ für das Bergische Land. Der besondere Wert gründet sich auf die vergleichsweise große Ausdehnung, die relativ geringe menschliche Beeinträchtigung der Wasserqualität aufgrund der überwiegenden Siedlungsferne der Quellregionen und die häufig naturnahe Bestockung der Hänge. Das Gebiet ist Teil des Fließgewässerverbundsystems des Bergischen Landes und wichtiges Einzugsgebiet für den nach Westen entwässernden Scherfbach.

### Teil Oberes Scherfbachtal
Im oberen Talabschnitt zwischen Klev und Klasmühle sind nur der mäandrierende Bachlauf mit geschlossenem Gehölzsaum aus alten Erlen, Eschen und Baumweiden sowie ein schmaler Saum begleitender, mehr oder minder feuchter Viehweiden in das Naturschutzgebiet einbezogen. Zwischen Klasmühle und Höffe ist der naturnahe Bach etwa 2 m breit, klar, teilweise schnellfließend bis langsam mäandrierend. Südlich von Klasmühle gibt es Nassweiden, die zum Teil brach gefallen sind. Hier finden sich Seggen- und Mädesüßgesellschaften. Bei Amtmannscherf steht ein alter Eichen-Hainbuchen- bzw. erlenreicher Auenwald mit hohem Eichenanteil sowie dichter und anspruchsvoller Strauch- und Krautschicht.

### Teil Höffer Siefen
Der Kerbtalabschnitt des bei Höffe in den Scherfbach mündenden Kirsbaches ist als Löss-lehmgeprägter Tieflandbach in Grauwacke eingeschnitten. Die Unterläufe der beiden Quellbäche mit anspruchsvoller Quellbachfauna fließen auf kurzer Strecke zwischen dem bewaldeten Talrand und Viehweiden leicht mäandrierend bis zur Vereinigung östlich von Unterkirsbach. Am Südende gibt es jüngere Obstbäume und eine Gruppe von Ufergehölzen. Die nördliche und östliche Grenze bilden gut ausgebildete Eichen-Hainbuchen-Waldreste mit artenreicher Krautschicht. Sie sind reich an Farnen, Moosen, Erdflechten und Pilzen auf sehr steilen Talböschungen.

### Teil Unteres Scherfbachtal
Der letzte Teil des Naturschutzgebietes ist der Abschnitt des Scherfbachs bis zur Mündung in die Dhuenn nordwestlich Funkenhof. In diesem Abschnitt findet man gut ausgebildete Eichen-Hainbuchen-Auenwälder mit abwechslungsreichem Kleinrelief, zahlreiche Sickerquellen mit typischer und floristisch bemerkenswerter Quellflora und kleinflächigen Erlenwald. Am Talhang nördlich von Voiswinkel und östlich von Küchenberg gibt es auch reich ausgebildete Buchenwälder. Alle Wälder sind sehr artenreich mit dichter, anspruchsvoller Strauch- und Krautschicht. Der Bach ist 2 bis 4 m breit, relativ wenig belastet und hat eine reiche Bachfauna. Er mäandriert stark und weist stellenweise Lehmsteilwände, Grauwackekies, Schlammbänke usw. auf. Stellenweise kommen kleinflächige Feuchtwiesen vor. Der mündungsnahe, isolierte Auenabschnitt wurde mit Eichen, Hainbuchen und Eschen als Dickung wieder aufgeforstet.

## Schutzziele
Die Schutzausweisung ist erfolgt, um die artenreichen Feuchtbrachen, Nass- und Feuchtwiesen der Talaue sowie Magerweiden an den Talhängen, die offenen Grünlandbereiche mit Gehölzsäumen, Auewaldresten und strukturreichen Ufergehölzen, den naturnahen Gewässerverlauf des Scherfbachs mit Kolken, Schotter- und Kiesbänken, sowie zahlreichen schmalen Siefentälern mit ausgeprägten Quellursprüngen und Quellfluren zu sichern, zu erhalten und zu entwickeln.
Die Festsetzung dient insbesondere zur Erhaltung und Entwicklung der charakteristischen und bemerkenswerten Arten:
Gemeiner Grashüpfer, Sumpfgrashüpfer, Waldbrettspiel, Mauerfuchs, Eisvogel, Wasseramsel, Nachtigall, Ringelnatter, Flussmützenschnecke, Weißbindiger Mohrenfalter, Schatten-Segge, Gelb-Segge, Kümmelblättrige Silge, Kleines Helmkraut, Straußenfarn, Königsfarn, Blasensegge, Siebenstern, Tausendgüldenkraut, Schild-Ehrenpreis u. a.

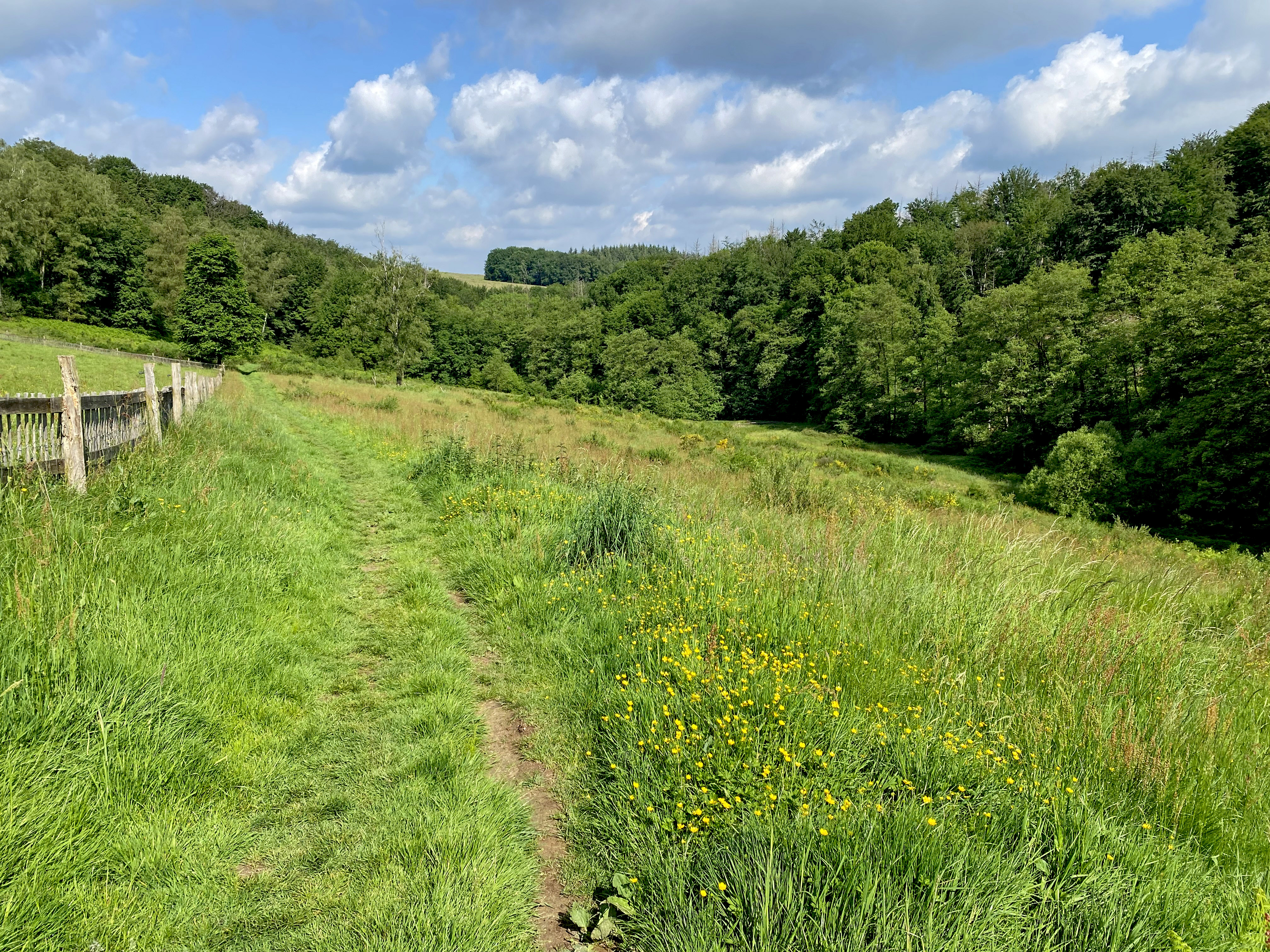
Rosauer Bachtal
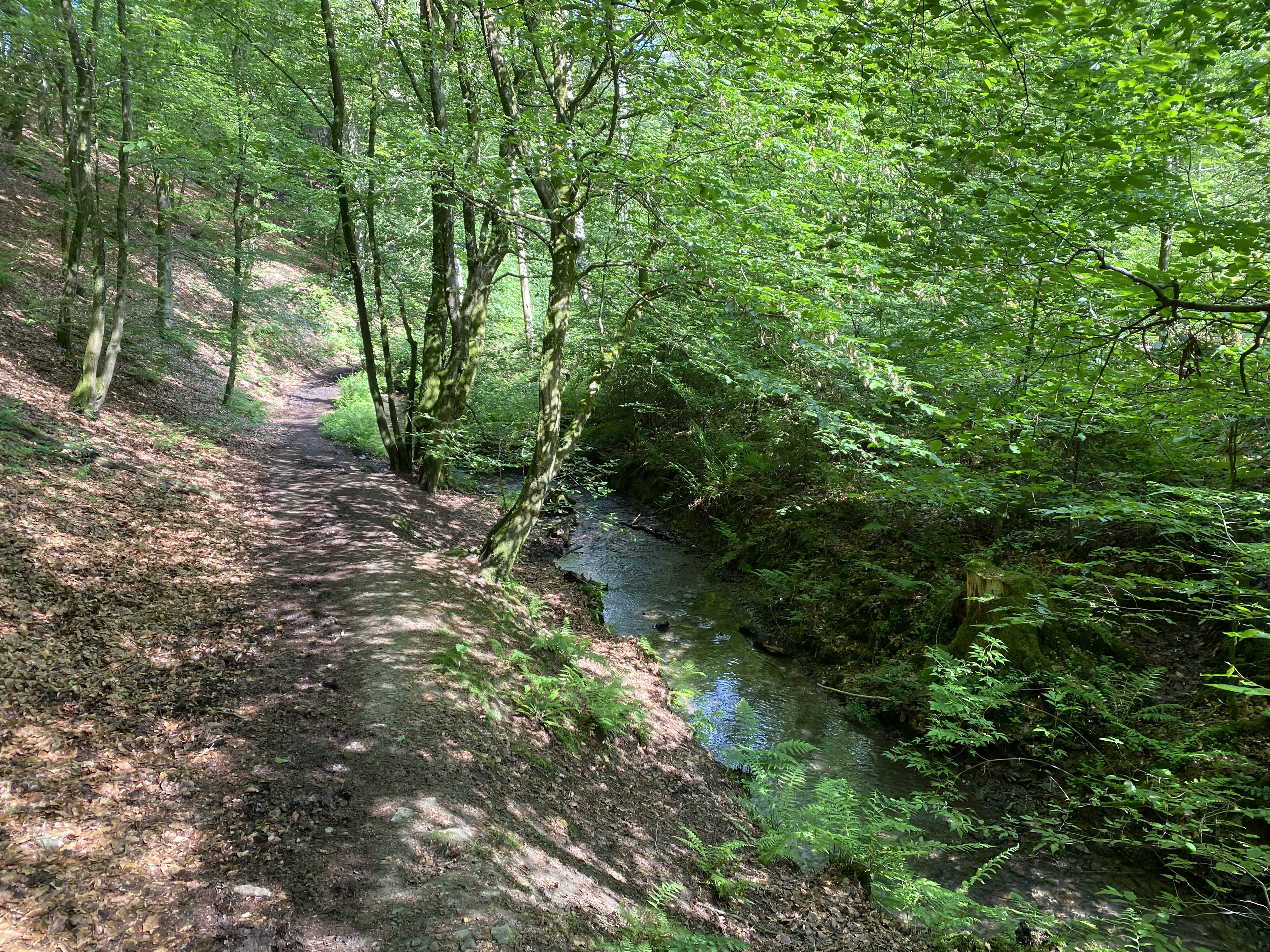
Rosauer Bach
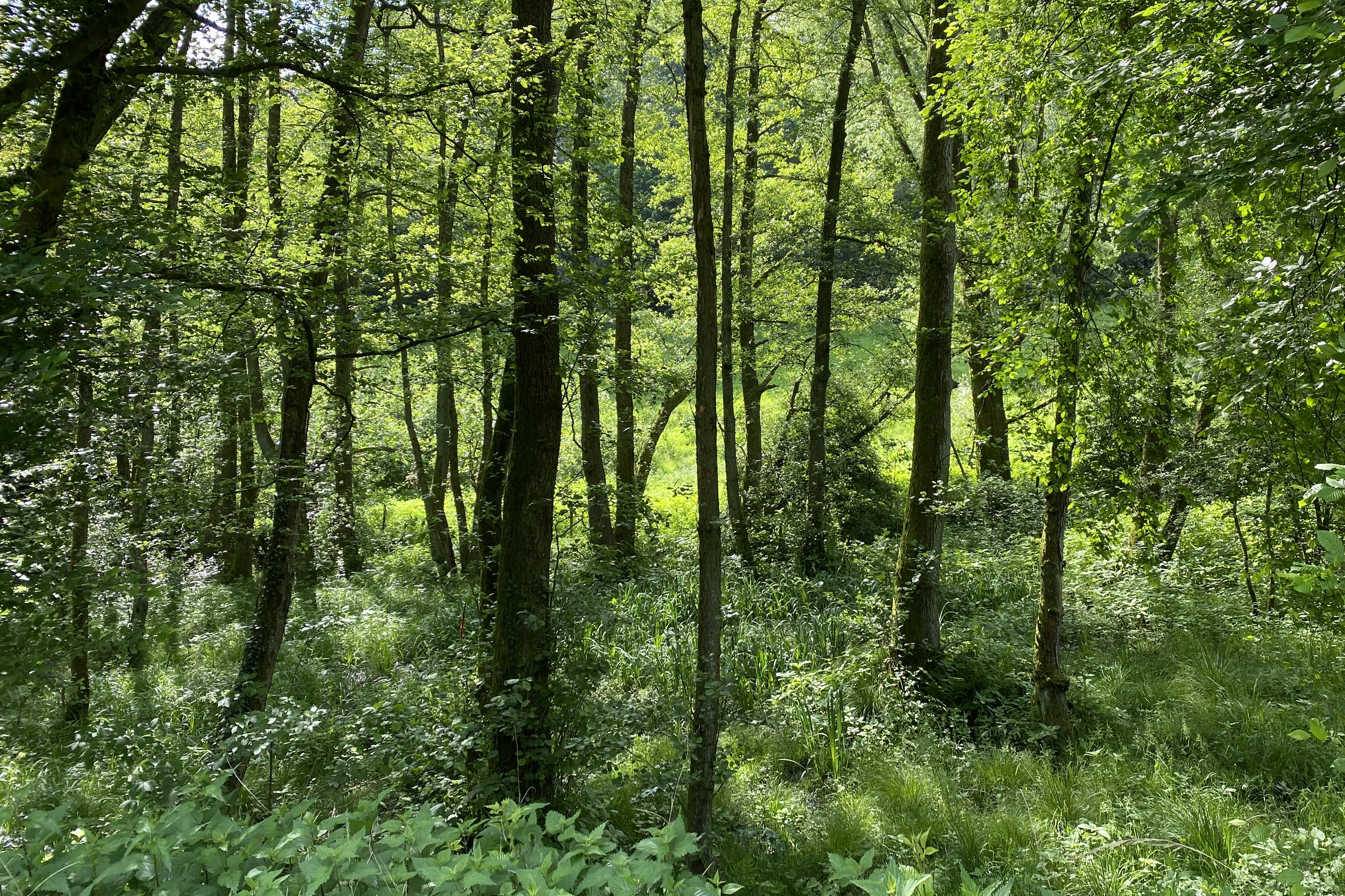
Auwald im Kochsfelder Bachtal
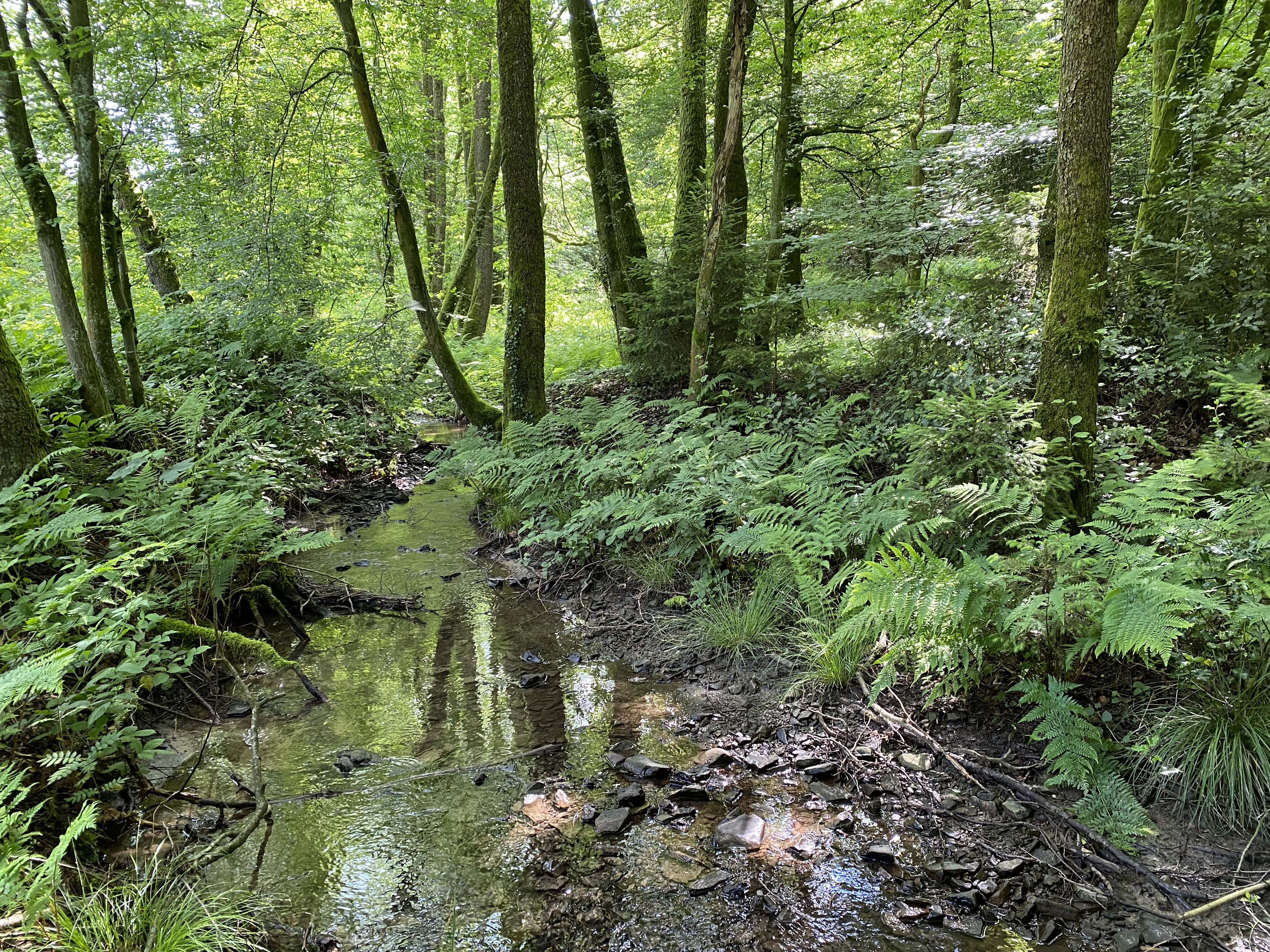
Unterer Kochsfelder Bach
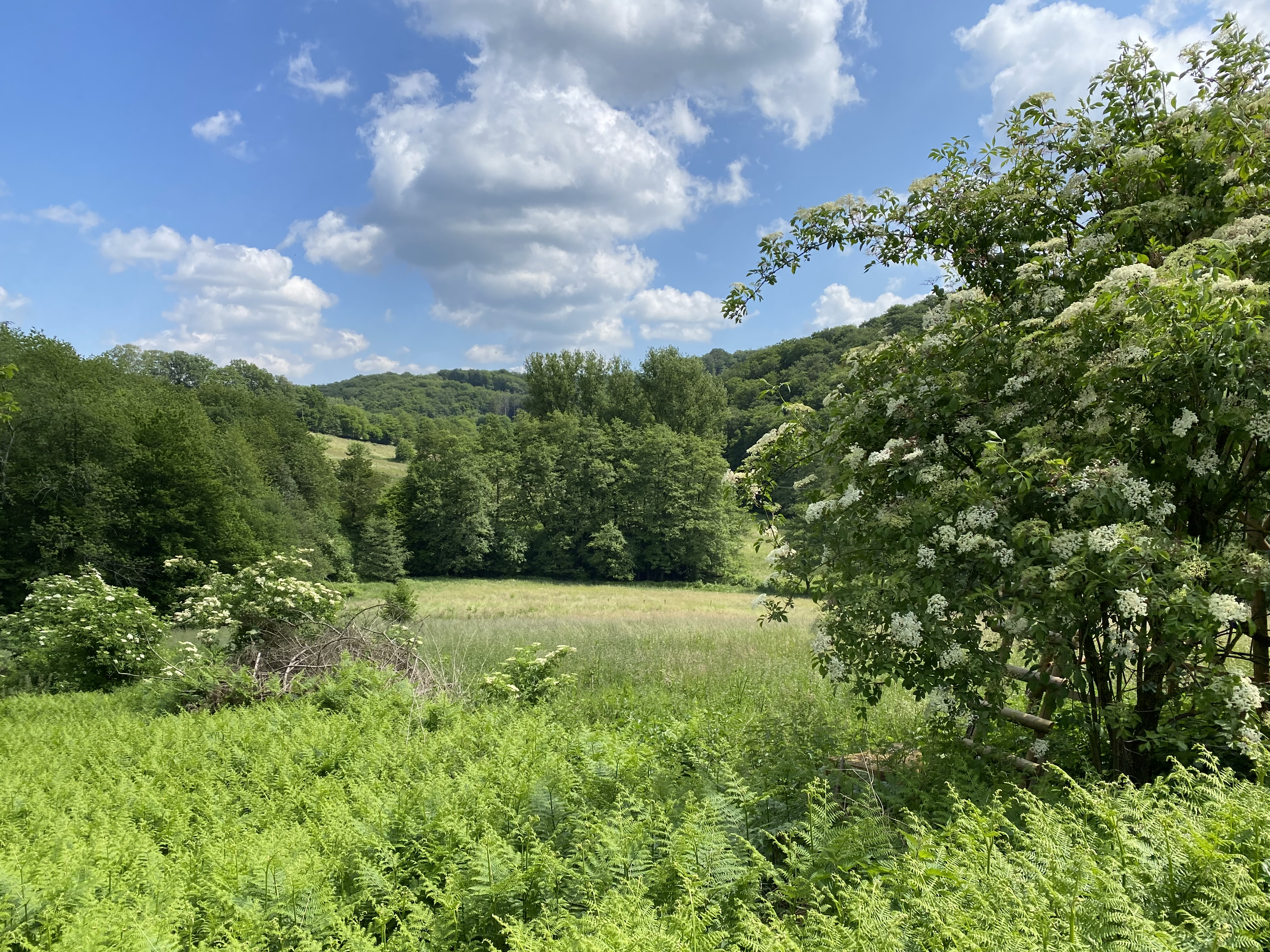
Buschbachtal
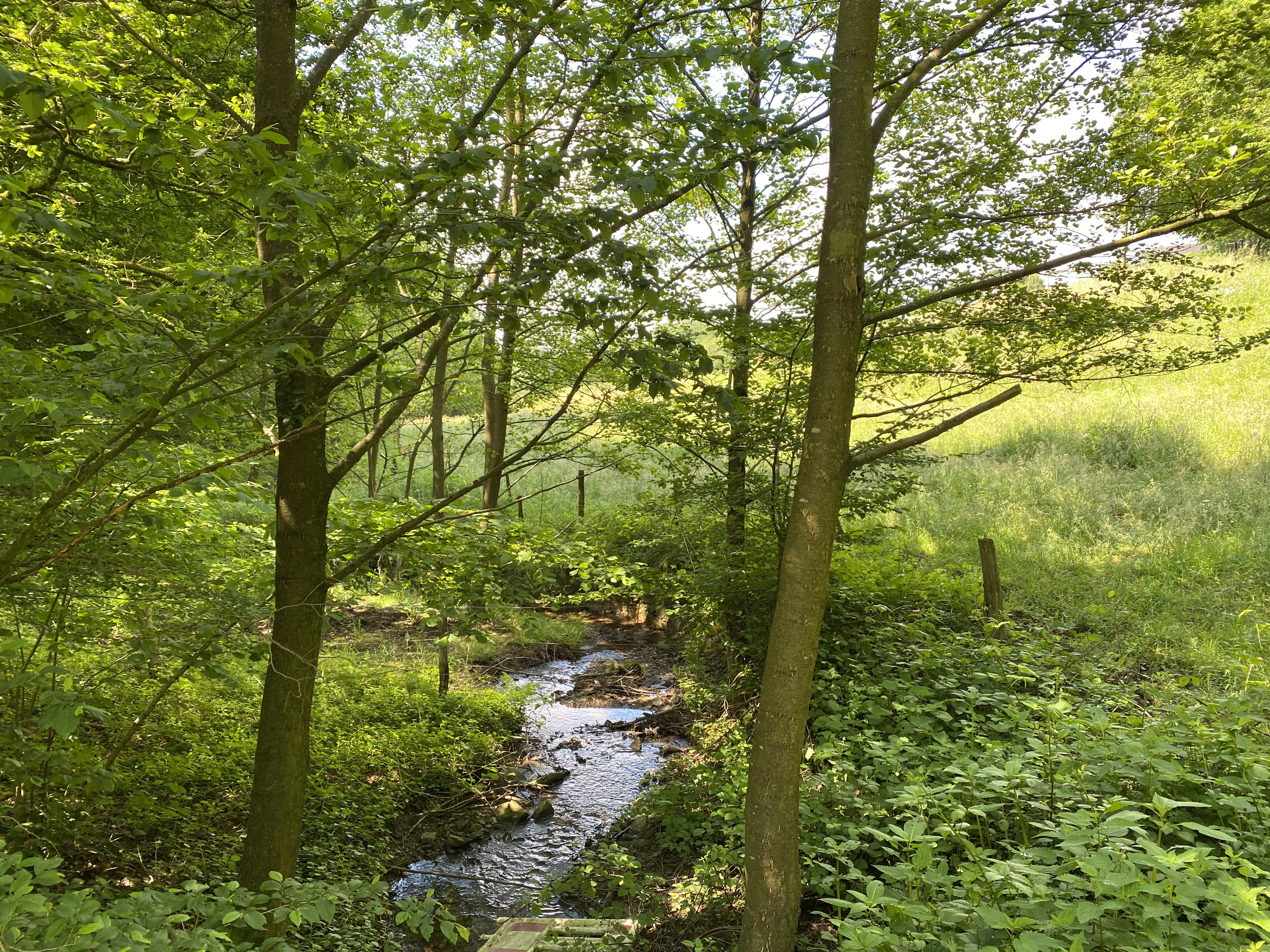
Buscher Bach östl. Busch
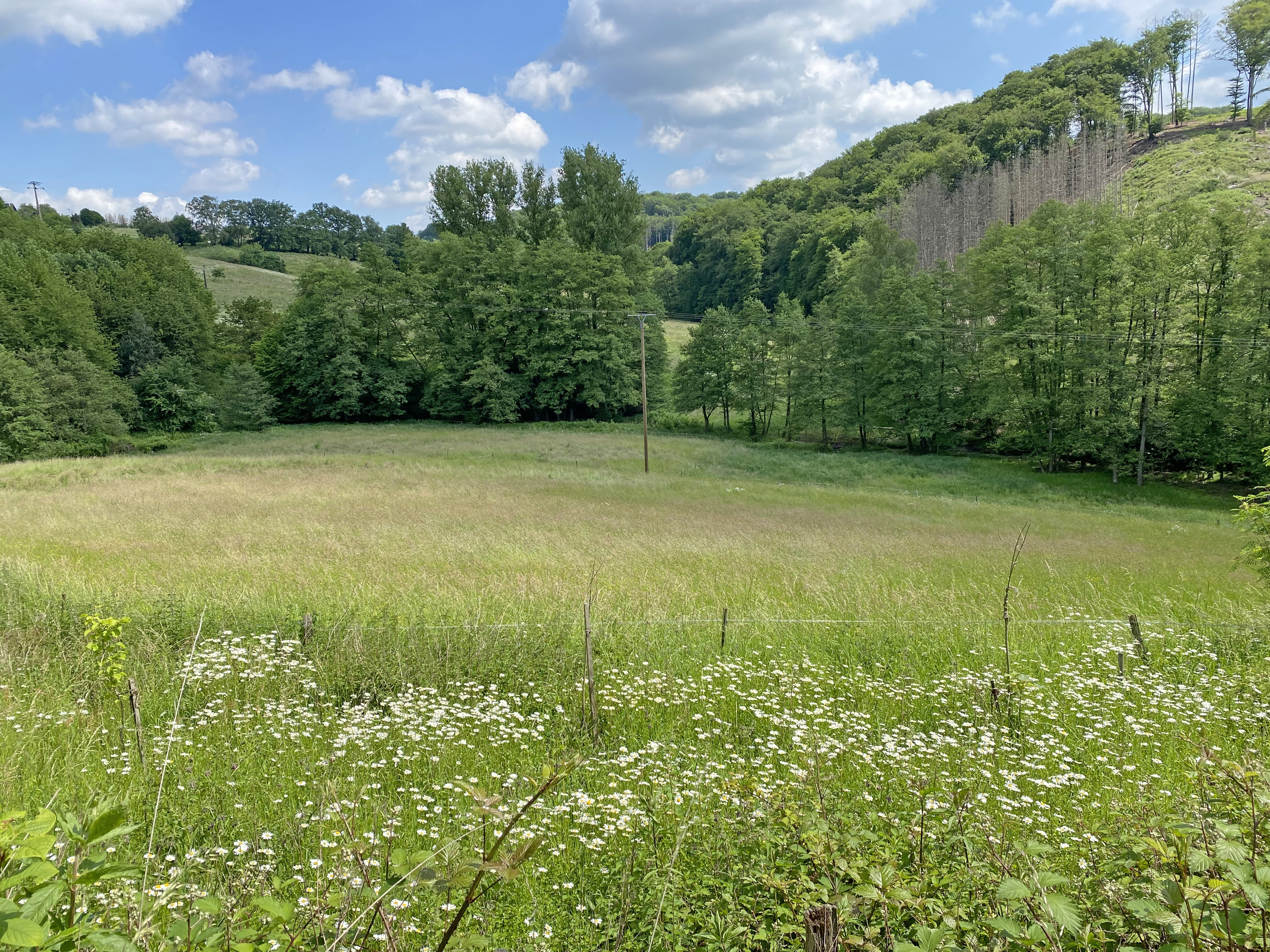
Buscher Bachtal
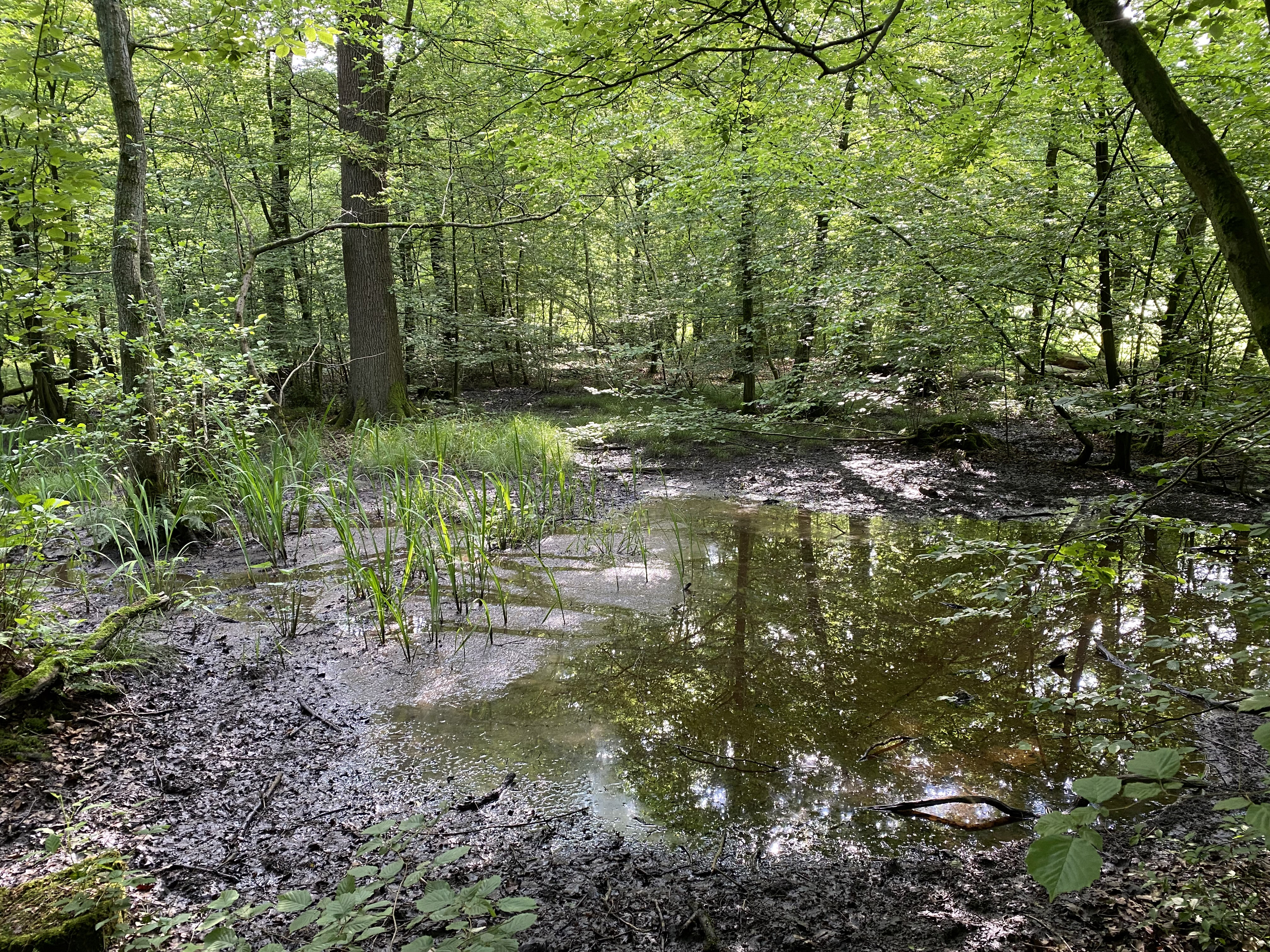
Auwald bei Amtmannscherf
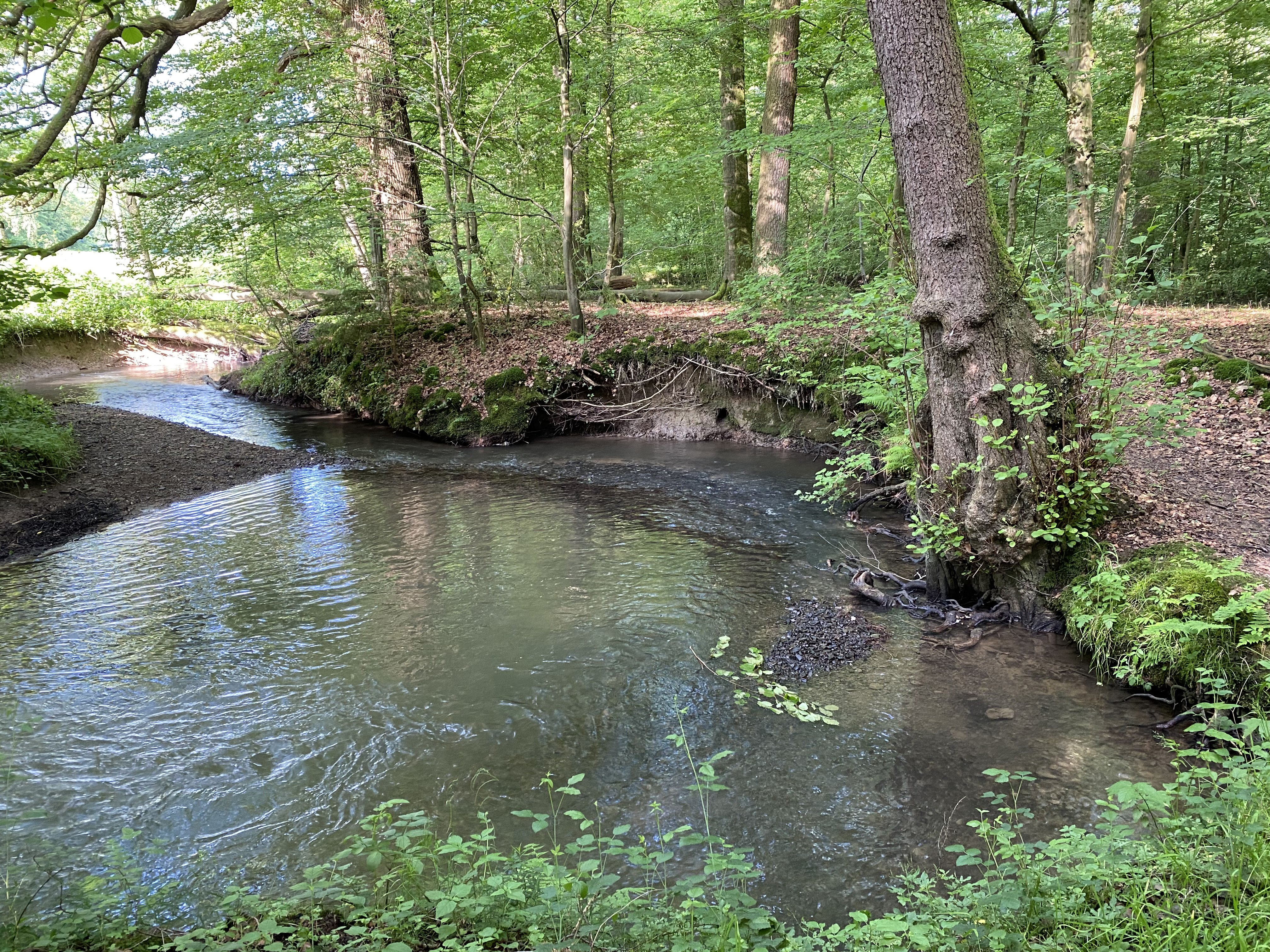
Scherfbach bei Amtmannscherf
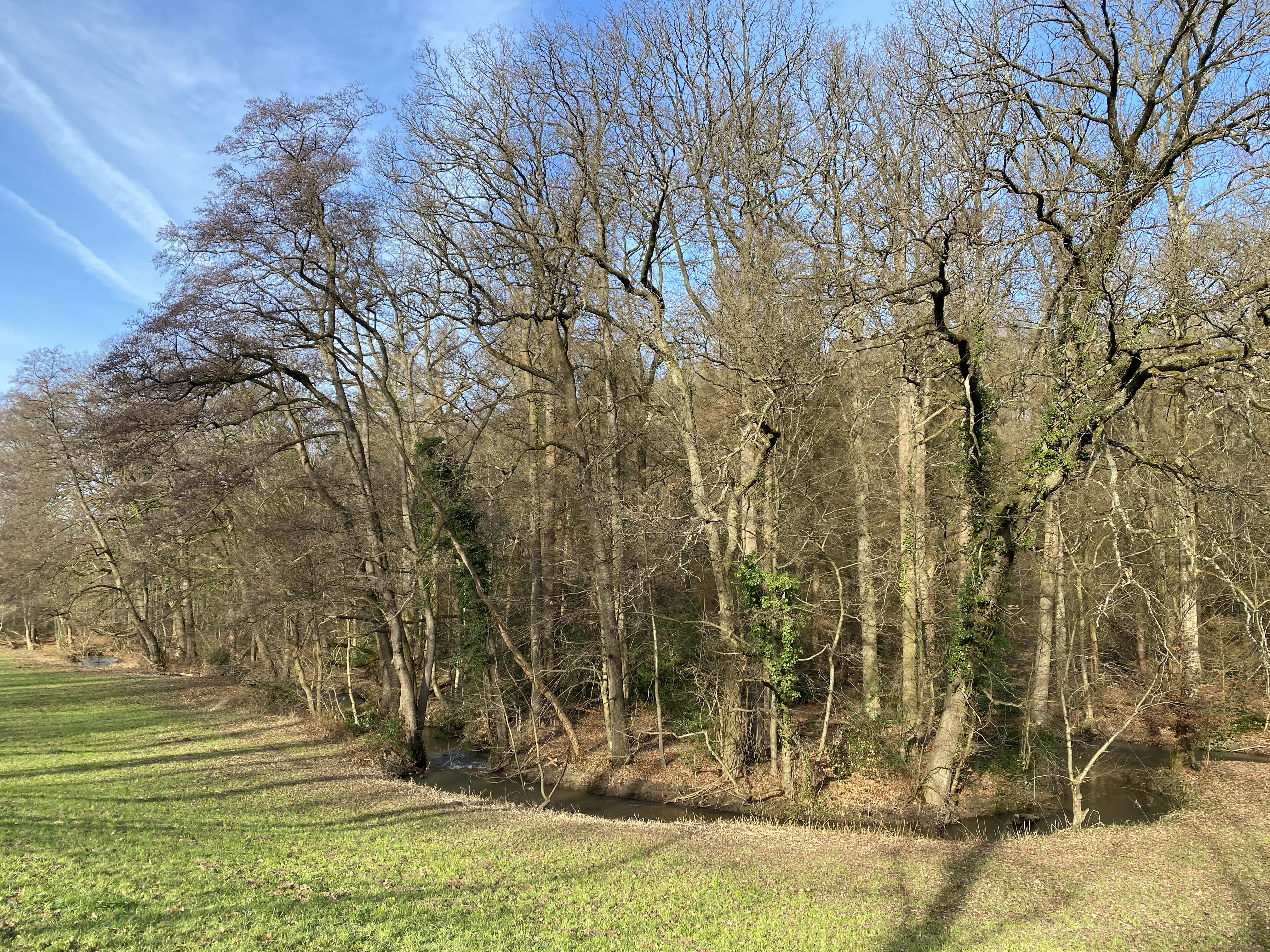
Scherfbach am Höffer Weg
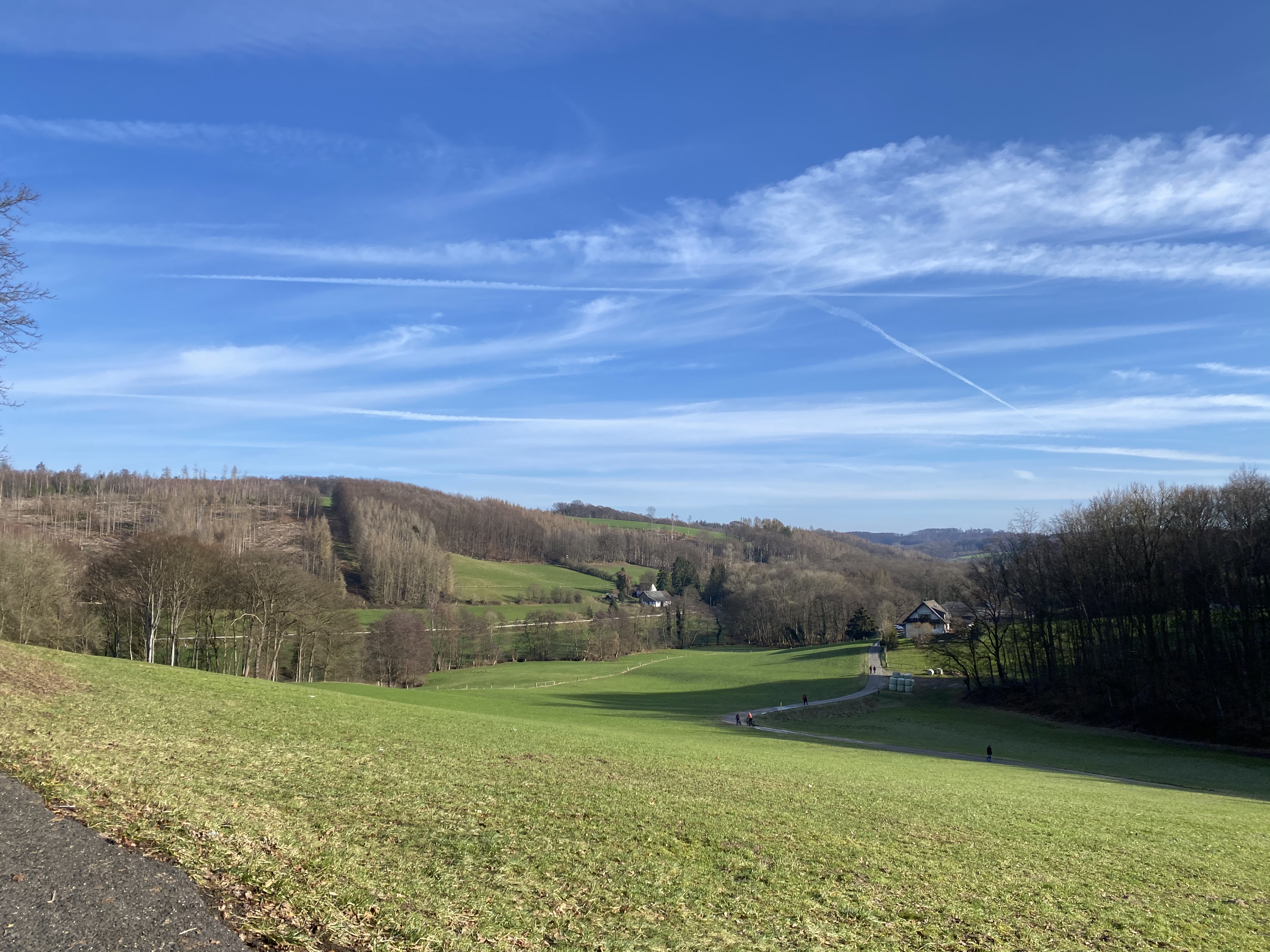
Unteres Scherfbachtal